# Tourcelles-Chaumont

Tourcelles-Chaumont este o comună în departamentul Ardennes din nordul Franței. În 1 ianuarie 2022 avea o populație de 87 de locuitori.